# ホワイトアバリオ
ホワイトアバリオ （White Abarrio、2019年3月18日 - ） はアメリカ合衆国の競走馬。主な勝ち鞍は2022年のフロリダダービー、2023年のホイットニーステークス、ブリーダーズカップクラシック、2025年のペガサスワールドカップ。

## 経歴

### デビュー前
2020年のOBSウインターミックスセールに出場し7,500ドルで販売された。さらに2021年のOBS3月セールで4万ドルにて転売された。

### 2～3歳時
ホワイトアバリオは当初カルロス・ペレス調教師の馬主組織であるクラップエンブロイダリーに所属していたが、デビュー戦の勝ちっぷりが目に留まり、C2レーシングに「6桁の数字」で非公開に売買され、サフィー・ジョセフ厩舎に移動することになった。
その後G3を楽勝して4戦3勝で迎えたフロリダダービーを快勝し、ケンタッキーダービーに向かうが16着に惨敗、以降勝ちきれない競馬が続いた。

### 4歳時
古馬になると初戦のペガサスワールドカップに出走したがここも8着に惨敗。仕切り直しに3月の短距離戦に出走したところ久々の勝利を挙げ、陣営は5月のマイルG1メトロポリタンハンデキャップを狙うことにした。ところがこの頃チャーチルダウンズ競馬場で出走した同厩の2頭が立て続けに突然死した。当時チャーチルダウンズ競馬場では馬の死亡事故が多発していたため、サフィー・ジョセフ厩舎は無期限の出走停止処分を受けてしまう。ホワイトアバリオの主戦場である東海岸での出走には影響がなかったが、馬主はホワイトアバリオの出走機会が減るリスクを考え、結果リチャード・ダトロー・ジュニア厩舎に転厩することになった（なお検死報告で馬に問題がなかったため、ジョセフの処分は解除されている）。
転厩初戦のメトロポリタンハンデキャップは3着に敗退したものの、ダトロー調教師の感触としては悪いものではなかったらしく、2戦目のホイットニーステークスでは2番手追走から直線で突き抜け、当時6連勝中だったコディーズウィッシュなどの強豪相手に6馬身以上の差をつけ圧勝した。
この圧勝を受けダトロー調教師はホワイトアバリオは間隔を空けて走らせた方がよいという結論に至り、ブリーダーズカップ・クラシックに照準を定めた陣営は、前哨戦を使わず直行させることにし、一般的な遠征馬よりもずっと早い9月中旬に当年のBC開催競馬場である西海岸のサンタアニタパーク競馬場に移動させ入念に乗り込んだ。迎えたブリーダーズカップ・クラシックでは本命に支持されると3番手から早めに進出し直線で先頭に立ち、追撃するデルマソトガケを1馬身抑えて勝利した。

### 5歳時
5歳になって間もなく関係者がホワイトアバリオの所有権の一部をサウジアラビアのファイサル殿下に売却したことが分かった。所有権の過半数は依然として元の馬主が保有し、そのうえで同馬は殿下の勝負服でサウジカップに出走し、サウジカップ後はドバイワールドカップを目指す意向も示した。そして予定通りサウジカップに出走したが、ここで10着に大敗する。このためドバイ遠征は中止となり、帰国後は6月のメトロポリタンハンディキャップに出走するも5着に敗退する。この結果、馬主はホワイトアバリオをジョセフ厩舎へ再転厩させることを決定した。
レースに復帰するためにサラトガで数回調教を積まれたが、ジョセフはこの馬にはもう少し時間が必要と考えた。レースに復帰したのは11月22日で、7ハロンの短距離だったが10馬身1/4差で楽勝、続く12月末の同距離のG3では出負けし後方からの競馬となり2着に敗れた

### 6歳時
6歳初戦のペガサスワールドカップでは道中5番手でレースを進め、直線入り口で逃げるサウジクラウンを捕まえると突き抜け、2着のロックトに6馬身1/4差を付けて快勝した。
| ホワイトアバリオの血統         | ホワイトアバリオの血統        | ホワイトアバリオの血統       | （血統表の出典）             | （血統表の出典） |
| 父系                           | シアトルスルー系              | シアトルスルー系             | シアトルスルー系             |                  |
| 父 Race Day 2011 芦毛          | 父の父Tapit 2001 芦毛         | Pulpit                       | A.P. Indy                    | A.P. Indy        |
| 父 Race Day 2011 芦毛          | 父の父Tapit 2001 芦毛         | Pulpit                       | Preach                       |                  |
| 父 Race Day 2011 芦毛          | 父の父Tapit 2001 芦毛         | Tap Your Heels               | Unbridled                    | Unbridled        |
| 父 Race Day 2011 芦毛          | 父の父Tapit 2001 芦毛         | Tap Your Heels               | Ruby Slippers                |                  |
| 父 Race Day 2011 芦毛          | 父の母Rebalite 2004 鹿毛      | More Than Ready              | Southern Halo                | Southern Halo    |
| 父 Race Day 2011 芦毛          | 父の母Rebalite 2004 鹿毛      | More Than Ready              | Woodmans Girl                |                  |
| 父 Race Day 2011 芦毛          | 父の母Rebalite 2004 鹿毛      | Lucky Spell                  | In Reality                   | In Reality       |
| 父 Race Day 2011 芦毛          | 父の母Rebalite 2004 鹿毛      | Lucky Spell                  | Wealth of Nations            |                  |
| 母 Catching Diamonds 2015 鹿毛 | 母の父Into Mischief 2005 鹿毛 | Harlan's Holiday             | Harlan                       | Harlan           |
| 母 Catching Diamonds 2015 鹿毛 | 母の父Into Mischief 2005 鹿毛 | Harlan's Holiday             | Christmas in Aiken           |                  |
| 母 Catching Diamonds 2015 鹿毛 | 母の父Into Mischief 2005 鹿毛 | Leslie's Lady                | Tricky Creek                 | Tricky Creek     |
| 母 Catching Diamonds 2015 鹿毛 | 母の父Into Mischief 2005 鹿毛 | Leslie's Lady                | Crystal Lady                 |                  |
| 母 Catching Diamonds 2015 鹿毛 | 母の母Grand Breeze 2005 栗毛  | Grand Slam                   | Gone West                    | Gone West        |
| 母 Catching Diamonds 2015 鹿毛 | 母の母Grand Breeze 2005 栗毛  | Grand Slam                   | Birght Candles               |                  |
| 母 Catching Diamonds 2015 鹿毛 | 母の母Grand Breeze 2005 栗毛  | Breeze Lass                  | It's Freezing                | It's Freezing    |
| 母 Catching Diamonds 2015 鹿毛 | 母の母Grand Breeze 2005 栗毛  | Breeze Lass                  | Faneuil Lass                 |                  |
| 母系(F-No.)                    | (FN:9-e)                      | (FN:9-e)                     | (FN:9-e)                     |                  |
| 5代内の近親交配                | Mr. Prospector 5×5 ＝ 6.25％  | Mr. Prospector 5×5 ＝ 6.25％ | Mr. Prospector 5×5 ＝ 6.25％ |                  |